# Zafem
Zafem (également orthographié Zafèm) est un groupe de musique haïtien créé le 28 mars 2019 par le guitariste et compositeur international Dener Céide, ancien membre de Tabou Combo, et le chanteur populaire de Konpa Réginald Cangé.
Son 1er album studio LAS (Lalin ak Solèy), sorti le 5 mai 2023, comporte 16 titres,,.
« Zafem est le groupe cumulant le plus de streamings en Haïti pour l’année 2023 », rapporte le journal RFI.

## Historique
Leur collaboration a commencé à Carrefour, une banlieue de Port-au-Prince, la capitale d'Haïti, où ils ont tous les deux grandi. Dener est originaire de Saint-Louis-du-Sud et Reginald de Port-au-Prince. Très jeunes, à Carrefour, Dener en tant que jeune guitariste et Réginald en tant que chanteur en herbe, ont réalisé que leur instinct artistique correspondait et se sont rencontrés occasionnellement pour des sessions de jam.
Dener et Réginald ont communiqué officiellement sur leur groupe pour la première fois le 5 décembre 2018 via un chat en direct sur Facebook, où les deux amis ont confirmé au grand public qu'ils avaient réellement décidé de monter ce projet ensemble mais ils étudiaient, en réalité, la faisabilité de faire de la musique ensemble dès 2016.
Fin mars 2019, le groupe a publié un communiqué de presse présentant le groupe au grand public. Le 3 juillet 2020, Zafem a donné un concert virtuel en direct au Q studios LIC à Queens.
C'est une fois de plus par le biais des réseaux sociaux que les membres du groupe communiquent avec le public. Après la sortie de leur premier single vidéo "Savalou" en octobre 2019, Zafem a annoncé un nouveau single intitulé "Ala De Ka" le 25 novembre 2021. La sortie de ce deuxième opus a été suivie d'une tournée médiatique en Haïti et au sud de la Floride.
Zafem a sorti leur premier album tant attendu, "Las", le 5 mai 2023 et a annoncé leur premier concert en direct pour le 8 juillet 2023 au Melrose Ballroom à New York. La réception du public pour ce nouvel album a été euphorique. Une avalanche de reconnaissance et de satisfaction a suivi pour une audience mondiale. Pour la deuxième semaine de mai 2023, l'album s'est classé en tête des Plateformes de streaming (toutes les Plateformes ensemble) en Argentine, en République dominicaine, aux Bahamas, au Brésil, au Chili, au Canada, en France et aux États-Unis selon le site songstats.com. L'album s'est classé 5e des albums américains et numéro 1 des albums latinos aux États-Unis sur iTunes, juste devant "Mañana Será Bonito" de Karol G pendand cette même semaine.
Zafem est  également l'un des rares groupes haïtiens à entrer dans les charts Billboard. Leur album "Las" s'est pointe au no 25 sur la catégorie  Heatseekers, au no 50 sur les meilleures ventes d'albums actuelles et au no 87 sur les meilleures ventes d'albums (1 500 vendus). Le tout a permis au duo d'atteindre la 36e position dans la catégorie "emerging artists". LAS est également devenu le premier album d'un  groupe haïtien à atteindre 3 millions de streams sur Audiomack.

## Style artistique et influences
Bien que Zafem soit un groupe de konpa, les deux musiciens ont intégré d'autres tendances dans leur production. Zafem possède déjà un champ musical florissant grâce aux expériences antérieures de ses deux fondateurs. Le groupe possède son propre style, nouveau, avec des particularités qu'aucun autre groupe de sa génération de tendances compas n'offre, un mélange de zouk influencé par Kassav', de rythmes haïtiens populaires, de musique afro-caribéenne et de Musique du monde.
Avec ces particularités, Zafem a ramené la poésie dans le champ créatif du compas . Lors de leur concert virtuel du 3 juin 2020, ils ont invité sur scène les poètes André Fouad et Paul El Sadate pour instaurer une autre couleur au spectacle. Ils ont profité de l'occasion pour rendre hommage à Georges Castera, Farah-Martine Lhérisson, Toto Bissainthe, Martha Jean-Claude, et ainsi de suite. Sans oublier, le show  tambour assotor qui a été un autre moment remarquable du concert.

## Membres
Membres actuels
- Dener Céide (2019-) : Cofondateur, guitariste, chanteur

- Réginald Cangé (2019-) : Cofondateur, chanteur

- Jean-Sediam “Yayam” Dorestant (2019-) : Tambourineur

- Jean Claude Junior (2019-) : Joueur de gong

- Yacine Boulares (2019-) : Saxophoniste

- Peter Marvens  Dumerjean (2023-) : Claviériste

- Guy Gerson Jules (2023-) : Guitariste

- Josué Nazaire Jude (2023-) : Bassiste

- Riverson Louissaint (2023-) : Batteur

- Matthew McDonald (2023-) : Tromboniste

- Kai Sandoval (2023-) : Trompettiste

- Clints Pavelus (2023-) : Choriste

- Fredelyne "Tasia" Vaillant (2023-) : Choriste

- Ludwine Joseph (2023-) : Choriste

Anciens membres
- Makarios Cesaire (2019-2020) : Guitariste

- Dee Michel (2019-2020) : Bassiste

- Mozart Louis (2019-2020) : Claviériste

- Jonas Imbert (2019-2020) : Batteur

- Wayne Tucker (2019-2020) : Trompettiste

- Jovan Johnson (2019-2020): Tromboniste

## Discographie
- Savalou, 2019
- Ala De Ka, 2020
- LAS, 2023

## Vidéographie

### Vidéo-Clips
| Année | Titre   |         |
| ----- | ------- | ------- |
| 2019  | Savalou | "L.A.S" |